# Emisión espontánea
En física, se denomina emisión espontánea al proceso por el cual un átomo, una molécula o un núcleo, en un estado excitado, pasa a un estado de energía más bajo. Como se cumple el principio de conservación de la energía, el resultado es la emisión de un fotón.

## Descripción
Si el átomo se encuentra en un estado excitado caracterizado por la energía E1, puede decaer espontáneamente al estado fundamental, caracterizado por la energía E0, tras un período muy breve, que dependerá de lo probable que sea el tránsito. En este proceso se emite la diferencia de energías entre los dos estados en forma de fotón. El fotón tendrá una frecuencia ν y una energía hν, es decir:
E1 - E0 = hν,
donde h es la llamada constante de Planck. La fase del fotón, en la emisión espontánea, es aleatoria al igual que la dirección de propagación de este. En la emisión estimulada no ocurre de la misma forma.
Un diagrama de los niveles de energía que ilustran el proceso se pueden apreciar en la siguiente figura:

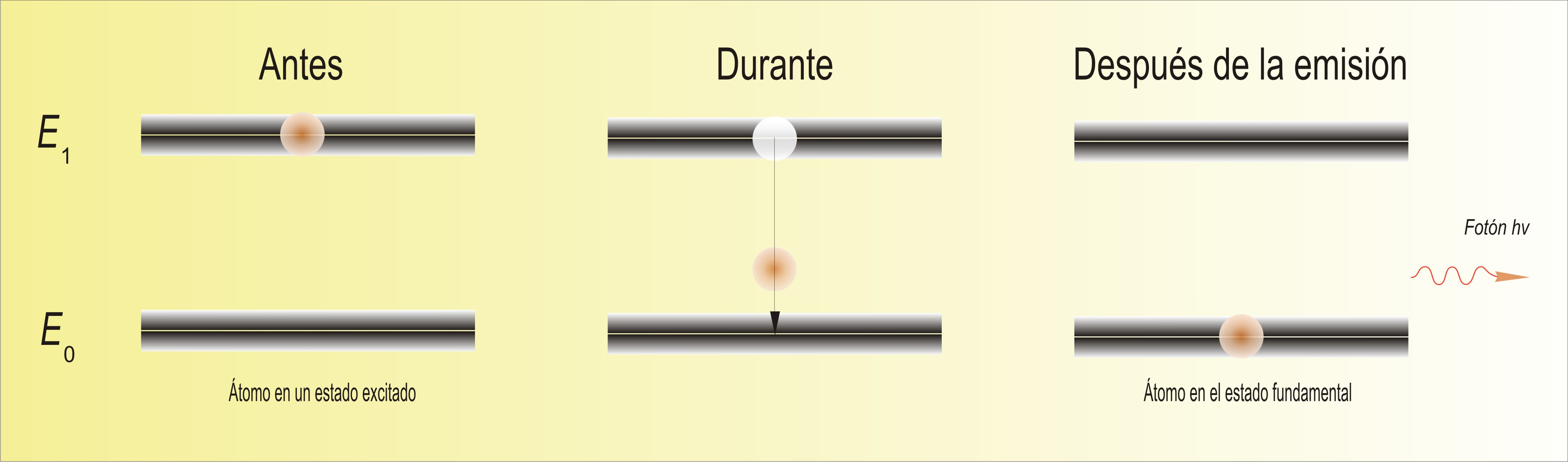
Esquema en el que se aprecia la emisión espontánea de un fotón

En un conjunto numeroso de tales átomos, si el número de átomos en el estado excitado viene dado por N, la porción de átomos en la cual ocurre la emisión espontánea viene dado por:
{\displaystyle {\frac {\partial N}{\partial t}}=-A_{10}N}
donde A10 es una constante de proporcionalidad para esta transición particular en esta porción de átomos particulares. (La constante es el llamado coeficiente de Einstein A.) el índice de la emisión es así proporcional al número de átomos en el estado excitado, N. La ecuación anteriormente propuesta se puede resolver y su solución es:
{\displaystyle N(t)=N(0)e^{-{\frac {t}{\tau _{10}}}}}
donde N(0) es el número inicial de átomos en el estado excitado, y τ10 es el tiempo de vida media de la transición, τ10 = (A10)-1.
Puede comprobarse que la emisión espontánea tiene lugar de una manera bastante similar a la desintegración de partículas radiactivas. En particular, el tiempo de vida media es un concepto análogo a la vida media de la transición.

## Clases de decaimiento
El decaimiento o relajación puede ser de dos clases: radiativo y no radiativo. En la relajación no radiativa, la energía se absorbe en forma de fonones, implicados en el calor. La relajación no radiativa es casi imposible de medir y no se puede deducir excepto en partículas muy pequeñas, porque la diferencia de temperaturas, antes y después de una relajación, es tan pequeña que, en la práctica, es del orden de magnitud del ruido de cualquier medida.
Las relajaciones no radiativas se dan cuando la diferencia de energías entre niveles es muy pequeña y, ocurren, usualmente, en una escala de tiempo mucho más corta que las transiciones radiativas. En muchos materiales (por ejemplo, semiconductores), los electrones brincan rápidamente desde un nivel de alta energía a un nivel meta-estable, vía transiciones no radiativas de muy baja diferencia energética y posteriormente se baja al nivel fundamental mediante una transición óptica o radiativa (esta transición final es la transición sobre la banda de huecos en semiconductores). Las transiciones no radiativas de gran diferencia de energía, no ocurren con frecuencia porque la estructura cristalina no puede soportar, generalmente, vibraciones amplias sin que los enlaces se rompan (cosa que no sucede generalmente en la relajación). Los estados meta-estables presentan características muy interesantes para que sean usados en la construcción de láseres. De manera especial, si los electrones decaen lentamente desde estos estados, los electrones pueden ser promocionados a estados superiores sin demasiada pérdida y la emisión, ahora estimulada, se puede utilizar para generar una señal óptica.

## Teoría
La mecánica cuántica <<prohíbe>>, explícitamente, las transiciones espontáneas, es decir, si se aplica el mecanismo ordinario de considerar, en primera aproximación, los estados cuantizados. Si se determina la probabilidad de una transición espontánea asociada al tránsito de un estado estacionario a otro excitado, se comprueba que es igual a cero. Para explicar este tipo de transiciones, la mecánica cuántica debe ampliarse a una teoría de estados cuantizados en la que el campo electromagnético está, además, cuantizado en cada punto del espacio. Tal teoría se conoce como teoría cuántica de campo. La teoría cuántica del campo de electrones y de campos electromagnéticos se conoce como electrodinámica cuántica.
En electrodinámica cuántica (o QED), el campo electromagnético tiene un estado fundamental, el estado del vacío, que puede mezclarse con otros estados estacionarios excitados del átomo. Como resultado de esta interacción, el “estado estacionario” del átomo es un autoestado verdadero del sistema en el que se encuentran combinados los estados del propio átomo con los del campo electromagnético.
De manera particular, la transición electrónica desde un estado excitado al estado fundamental se combina con la transición del campo electromagnético del estado fundamental a un estado excitado. Un estado del campo con un fotón en él. Aunque hay solamente una transición electrónica posible del estado excitado al fundamental, existen muchísimas maneras en las que el campo electromagnético puede efectuar la transición desde el estado fundamental a un estado excitado del fotón. Es decir, el campo electromagnético presenta un número de grados de libertad extraordinariamente más grande que el número que puede darse en los estados electrónicos. Este número gigantesco corresponde a todas las direcciones posibles en las que el fotón puede moverse. De manera análoga, se puede decir que el espacio de las fases que puede presentar el campo electromagnético es infinitamente mayor que el que puede darse en un átomo. Puesto que se deben considerar las probabilidades de ocupar todo el espacio de las fases, el átomo debería decaer por emisión espontánea. Se debe recordar que el sistema al que se hace referencia combina tanto el átomo como el campo electromagnético correspondiente al fotón emitido en la transición electrónica.
Este proceso es muy similar a la emisión estimulada.

## Emisión espontánea en semiconductores
En semiconductores, la emisión espontánea se conoce como recombinación radiactiva, y tiene lugar cuando un electrón en la banda de conducción se recombina con un hueco del electrón de la banda de valencia.